# Sophia Lösche
Sophia Lösche (* 17. Februar 1990 in Amberg in der Oberpfalz; † nach dem 14. Juni 2018) ist ein deutsches Mordopfer. Ihre Ermordung durch den aus Marokko stammenden Lkw-Fahrer Boujemaa Lamrabat, bei dem sie als Tramperin mitgefahren war, erlangte internationale Aufmerksamkeit.

## Leben
Sophia Lösche wurde in Amberg als Tochter des evangelischen Pfarrers Johannes Lösche und Maria-Elisabeth Lösche geboren und wuchs in Pommelsbrunn auf. Sie ist die Schwester der Museumspädagogin Katharina Lösche und des Kulturmanagers und Bündnis 90/Die Grünen-Politikers Andreas Lösche. Gemeinsam mit ihren Eltern zog sie 2004 wieder nach Amberg. Dort legte sie am Max-Reger-Gymnasium im Jahr 2010 das Abitur ab und zog nach Bamberg, um Germanistik zu studieren. Nach dem Bachelorabschluss 2015 nahm sie in Leipzig den Masterstudiengang Germanistik auf und lebte dort bis zuletzt.
Seit ihrer frühen Jugend engagierte sie sich gegen Rechtsextremismus. So setzte sie sich als Schülersprecherin des Max-Reger-Gymnasiums unter anderem für die Teilnahme am Programm „Schule ohne Rassismus – Schule mit Courage“ ein. An der Universität Bamberg engagierte sie sich in der Studierendenvertretung, in der sie von 2011 bis 2015 unter anderem Referentin für Soziales und für Hochschulpolitik des universitätsweiten Fachschaftenrats und studentische Vertreterin im Senat der Universität war. Sophia Lösche setzte sich hierbei für emanzipatorische Bildungspolitik und gegen soziale Barrieren wie Studiengebühren oder Zulassungsbeschränkungen ein.
Im Februar 2014 kandidierte sie für die SPD für den Bamberger Stadtrat auf Listenplatz 8. Sie forderte neben einer stärkeren Förderung nicht-kommerzieller Kultur durch aktive Kulturförderung und die Abschaffung der Sperrstunde unter anderem die Schaffung von günstigerem sozialem Wohnraum. Von 2013 bis 2015 war sie im Vorstand des Fördervereins der Studierendenvertretung AstA Bamberg e.V. für Finanzen zuständig.
In den Jahren 2016 bis 2018 reiste sie mehrmals nach Lesbos, um dort in der Gruppe No Border Kitchen Geflüchtete zu unterstützen.

## Tötungsdelikt
Sophia Lösche wurde am 14. Juni 2018 beim Trampen von dem Lkw-Fahrer Boujemaa Lamrabat mitgenommen und kam nicht am Zielort an. Am 21. Juni wurde ihre Leiche in Nordspanien gefunden. Lamrabat wurde am 19. Juni 2018 in Südspanien verhaftet und am 18. September 2019 wegen Mordes in Tateinheit mit gefährlicher Körperverletzung vom Landgericht Bayreuth zu einer lebenslangen Freiheitsstrafe verurteilt.

### Der Täter
Boujemaa Lamrabat (* 1977) war zum Zeitpunkt der Tat ein verheirateter Familienvater mit drei Töchtern und einem Sohn. Seine Kindheit und Jugend waren von familiärer Vernachlässigung und geringer Bildung geprägt. Trotzdem schaffte er es mit seiner Arbeit als Fernfahrer, in einem für marokkanische Verhältnisse sehr guten Job in die Mittelschicht aufzusteigen. Seine Ehe schilderte er als zerrüttet und gab seiner Frau die Schuld daran. Wie Lamrabat später selbst angab, geriet er leicht in Rage. So hatte er seiner Frau in einem Streit mit einem Messer in die Brust gestochen. Der Vorfall wurde nie angezeigt und als „Haushaltsunfall“ zu den Akten gelegt. Im Frühsommer 2018 erhielt er den Auftrag, für die Spedition Benntrans an verschiedenen Stationen in Süd- und Mitteleuropa Maschinenzubehör einzuladen und nach Marokko zu transportieren.

### Tatverlauf
Am 14. Juni 2018 wollte die zu diesem Zeitpunkt in Leipzig lebende Sophia Lösche zum Geburtstag ihres Vaters in ihre Heimatstadt Amberg trampen. Sie fuhr mit der S-Bahn nach Schkeuditz, um an der Autobahnraststätte Schkeuditz Reisende anzusprechen, die sie mitnehmen könnten. Gegen 17:55 Uhr sprach Lamrabat sie an, nachdem er sie zuvor aus seinem Lkw beobachtet hatte. Nachdem er zunächst in die am Rastplatz befindliche Tankstelle gegangen war, kam er wenige Minuten später erneut auf Sophia Lösche zu. Nach einem kurzen Gespräch stieg sie schließlich in seinen Lkw, der um 18:16 Uhr losfuhr.
Am Vortag hatte Lamrabat in seinem Lkw sitzend mehrere Fotos von zwei Frauen angefertigt, die eine öffentliche Toilette aufsuchten. Weniger als zwei Stunden bevor er am 14. Juni Sophia Lösche ansprach, hatte er mit seinem Handy im Lkw Fotos von seinem erigierten Glied gemacht. Während der Fahrt fotografierte er heimlich Sophia Lösche.
Um 19:44 Uhr schrieb Sophia Lösche über einen Messenger-Dienst von ihrem Handy aus eine Nachricht an eine Freundin und einen Freund mit dem Inhalt, dass sie „gerade mit Bob, einem marokkanischen Trucker, von Leipzig nach Nürnberg“ trampe, gefolgt von vier geschockten Smileys. Um 19:47 hielt der Lkw am Autohof Berg/Bad Steben, wo die beiden an der Tankstelle einen Kaffee tranken und Boujemaa Lamrabat die Toilette aufsuchte.
Um 21:03 Uhr hielt der Lkw für über zwei Stunden am Rastplatz Sperbes in Oberfranken, nur wenige Kilometer vor dem angepeilten Ziel Lamrabats, einer Logistikfirma in Lauf an der Pegnitz.

### Rekonstruktion des Landgerichts
Nach Auffassung des Landgerichtes Bayreuth geschah der Halt am Rastplatz Sperbes „mit Sicherheit“ nicht auf Veranlassung Sophia Lösches. Nach Überzeugung des Gerichtes sah Lamrabat hier die letzte Chance, einen sexuellen Annäherungsversuch zu unternehmen. Sophia Lösche habe diesen Übergriff „klar und deutlich“ zurückgewiesen. Der hiervon „massiv“ gekränkte Lamrabat griff daraufhin zu einem 40 cm langen Radmutternschlüssel aus Eisen und schlug Lösche damit mehrmals auf den Kopf. Diesen Angriff hätte Lösche überlebt. Laut eigenen Angaben verließ Lamrabat daraufhin den Lkw und überlegte, was er tun solle. Nach Auffassung des Gerichts beschloss er in dieser Zeit, Lösche zu töten, „damit sie keine Probleme mehr machen könnte“. Laut Urteilsbegründung des Landgerichtes kehrte er nach 10 bis 20 Minuten zurück zum Lkw und öffnete die Fahrertür. Nachdem er gesehen haben will, dass sich Sophia Lösche noch bewegte, griff er abermals zum Radmutternschlüssel und schlug auf der Treppe stehend erneut auf den Kopf der am Boden Liegenden ein. Anschließend habe er mit der Kleidung des Opfers den Boden vom Blut gereinigt und die Füße und Arme des Opfers mit Kabelbindern fixiert, um die Leiche im Inneren des Lkw besser verstauen zu können. Gegen 0:30 Uhr erreichte Lamrabat seinen Zielort, eine Logistikfirma in Lauf, und belud dort wie vereinbart den Lkw.
Lamrabat sei dann über 72 Stunden bis kurz vor Vitoria-Gasteiz im Baskenland gefahren. Dort legte er am 18. Juni gegen 5 Uhr morgens die Leiche in der Nähe einer Tankstelle bei Avarrena ab. Er fuhr zunächst weiter, kehrte jedoch wenige Minuten später wieder zurück zur Ablegestelle, überschüttete die Leiche mit Benzin und setzte sie in Brand, um Spuren zu verwischen. Anschließend setzte er die Fahrt fort.
Am Mittag des 18. Juni erreichte die private Suchtruppe, die sich seit Sophia Lösches Verschwinden am Donnerstag aus Freunden und Verwandten zusammengefunden hatte, die Spedition des Lkw-Fahrers in Tanger telefonisch. Diese stellte den Kontakt zu Lamrabat her. Der teilte den Freundinnen daraufhin telefonisch mit, er habe die Vermisste wie vereinbart an einer Autobahnausfahrt kurz vor Lauf aussteigen lassen.
Am 19. Juni wurde Lamrabat in der Nähe von Carboneros festgenommen. Zuvor war sein Lkw in Flammen aufgegangen, nur wenige Kilometer bevor er einen Kollegen treffen sollte, um Zugmaschinen zu tauschen. Auch wenn es das Gericht für wahrscheinlich hält, konnte letztendlich nicht nachgewiesen werden, dass der Lkw-Brand vorsätzlich ausgelöst wurde.
Am 21. Juni wurde schließlich Sophia Lösches Leiche am Ablageort von Mitarbeitern der nahegelegenen Tankstelle gefunden.

### Rekonstruktion der Nebenklage
Auch die Nebenklage betrachtet das Zurwehrsetzen gegen einen sexuellen Übergriff als Auslöser für den ersten Angriff in Sperbes als erwiesen. Wie er in seinem Schlussplädoyer als Nebenkläger ausführlich erklärte, hält es Sophia Lösches Bruder, Andreas Lösche, allerdings für wahrscheinlich, dass Boujemaa Lamrabat nach dem ersten Angriff zunächst das noch lebende Opfer fesselte und in der Zeit zwischen dem 16. und 17. Juni erst in Frankreich tötete. Dort stand er wegen des Sonntagsfahrverbots für Lkws knapp 24 Stunden auf dem Rastplatz „Aire Claude-Bonnier“.
Für einen späteren Todeszeitpunkt in Frankreich spräche zum einen das Gutachten der spanischen Gerichtsmedizin. Das spanische Obduktionsgutachten datierte den Todeszeitpunkt auf den 16. oder 17. Juni. Im Gegensatz zum spanischen Gutachten datierte der deutsche Gerichtsmediziner Seidl in seinem knapp zwei Monate nach dem spanischen Obduktionsbericht angefertigten Gutachten den Todeszeitpunkt auf der Grundlage der Spuren auf den 14. Juni. Weiterhin ging er im Gegensatz zu seinen spanischen Kollegen davon aus, dass die Fesselung erst nach dem Eintreten des Todes erfolgt sei. Die spanischen Gutachterinnen sagten zwar vor Gericht aus, dass theoretisch auch ein Todeszeitpunkt am 14. Juni möglich wäre, allerdings nur falls der Leichnam gut isoliert und bei ständiger Kühlung transportiert wurde. Die Folien, in denen die Leiche gefunden wurde, kaufte Lamrabat allerdings nachweislich erst in Frankreich.
Gegen einen Tatort in Sperbes spräche dagegen weiterhin, dass Lamrabat beim Zusteigen von Sophia Lösche eine weiße Hose trug. Auf den Überwachungskameras der Firma in Lauf ist zu erkennen, dass er ebenfalls in einer weißen Hose ankam, obwohl laut Lamrabats eigenen Angaben bei der Tötung viel Blut geflossen sei, was auch die gerichtsmedizinischen Gutachten im Prozess bestätigten.
Außerdem erstellte Lamrabat am Morgen des 15. Juni ein Foto von sich, das ihn vor seinem Lkw auf dem Gelände der Firma in Lauf zeigt. Der Vorhang ist nicht zugezogen, so dass die Fahrerkabine von außen gut einsehbar ist. Um zu verhindern, dass das angeblich wenige Stunden vorher stattgefundene Blutbad entdeckt wird, könnte man erwarten, dass er den Vorhang zuzieht.
Darüber hinaus entledigte sich Lamrabat erst in Nordspanien eines blutverschmierten Overalls. Bei seiner Festnahme trug Lamrabat darüber hinaus ein Unterhemd mit Blutflecken, die eindeutig Sophia Lösche zugeordnet werden konnten – „Das hätte er ja dann sechs Tage angehabt.“
Weitere Unklarheit erzeugte während des Prozesses eine auf dem Gelände der Firma in Lauf sichergestellte Bierdose, auf der im Trinkbereich sowohl DNA-Spuren von Sophia Lösche als auch von Boujemaa Lamrabat sichergestellt werden konnten. Diese Bierdose hat Lamrabat nachweislich erst in Lauf gekauft, was gegen eine Tötung bereits in Sperbes spricht. Der Verfasser des deutschen Obduktionsgutachtens Seidl erklärte dies durch eine mögliche Übertragung durch Lamrabat, die auch nach dem Tod möglich sei.
Trotz dieser Unstimmigkeiten erklärte der vorsitzende Richter Bernhard Heim in der Urteilsverkündung, dass ein Todeszeitpunkt nach Sperbes „mit dem Ergebnis der Beweisaufnahme nicht vereinbar“ sei.

## Hauptverhandlung
Am 23. Juli 2019 eröffnete das Landgericht Bayreuth die Hauptverhandlung im Strafverfahren gegen Lamrabat wegen Mordes. Die Staatsanwaltschaft hatte zunächst das Mordmerkmal in der Verdeckung einer sexuellen Straftat vermutet. Im Laufe des Prozesses konnte eine sexuelle Straftat jedoch nicht nachgewiesen werden. Schließlich ergab sich durch die Schilderungen des Angeklagten, die das Gericht in Einklang mit den Berichten der Sachverständigen während der Beweisaufnahme brachte, dass der Tatablauf in zwei Handlungen stattgefunden haben muss. Wenn auch der erste Teil möglicherweise in einem stark affektbetonten Zustand geschehen sein könnte, habe hier ein Mord und nicht ein Totschlag vorgelegen. Begründet wurde dieses Urteil durch die Verdeckungsabsicht der zuvor begangenen schweren Körperverletzung. Das Gericht verurteilte Lamrabat am 18. September 2019 zu einer lebenslangen Freiheitsstrafe wegen Mordes in Tatmehrheit mit gefährlicher Körperverletzung.
Dass die Polizei zunächst trotz Vermisstenmeldung nicht nach Sophia Lösche oder einem möglichen Täter fahndete und Lamrabats Lkw unmittelbar vor seiner Festnahme fast vollständig ausbrannte, wirkte sich negativ auf die Spurenlage aus. Der genaue Tathergang kann daher nicht mehr rekonstruiert werden. Dies spiegelt sich wider in Widersprüchen zwischen dem ersten noch im Juni von spanischen Forensikerinnen angefertigten Obduktionsbericht und dem zweiten, knapp zwei Monate später erstellen Gutachten des deutschen Gerichtsmediziners Stephan Seidl. Die Staatsanwaltschaft und letztendlich auch das Gericht folgten in ihrer Rekonstruktion des Tathergangs weitgehend den Schilderungen Lamrabats und dem deutschen Obduktionsgutachten. Sophias Bruder, der als Nebenkläger im Prozess auftrat, folgte in seinem Schlussplädoyer dagegen dem Obduktionsbericht der spanischen Forensikerinnen.

## Kritik an der Polizei
Angehörige Sophia Lösches kritisierten mehrmals in der Öffentlichkeit die Ermittlungsarbeit der Polizei. Im Mittelpunkt stehen hier konkret eine angebliche Fehleinschätzung der Dringlichkeit des Falles in den ersten Tagen nach der Vermisstenanzeige und die bundesländerübergreifende Zusammenarbeit der Polizeibehörden Bayerns und Sachsens.
Nach Überzeugung der Angehörigen hätte in diesem Fall von Anfang an dem Verdacht eines Gewaltverbrechens nachgegangen werden müssen. Obwohl Lösche als sehr zuverlässig galt, ein konkretes Ziel hatte und sich noch während der Fahrt bei Angehörigen meldete, wurde der Fall von der bayerischen und sächsischen Polizei zunächst lediglich als Vermisstenfall behandelt. Die Angehörigen werfen den zuständigen Dienststellen vor, nicht schnell genug mit Suchmaßnahmen nach der Vermissten und dem möglichen Täter vorgegangen zu sein. So hatten Angehörige die zuständige Polizeidienststelle bereits am 15. Juni – also einen Tag nach Sophia Lösches Verschwinden – darum gebeten, Videoaufzeichnungen vom vermuteten Startpunkt Sophias in Schkeuditz zu überprüfen. Erst am Nachmittag des Folgetags, am 16. Juni, konnte eine Polizeistreife dazu bewegt werden, das Material einzusehen. Obwohl hierbei das Kennzeichen und der Speditionsname des Lkw festgestellt werden konnten, erging erst am Dienstag, den 19. Juni, ein Haftbefehl gegen den Fahrer.
Unterstützung in der Bewertung der Ermittlung erhielten die Angehörigen dabei auch von dem Kriminologen Thomas Feltes: „Im vorliegenden Fall haben die Beamten, bei denen die erste Vermisstenmeldung einging, die Lage grundlegend falsch eingeschätzt.“ Als Konsequenz fordern Angehörige Sophia Lösches, die Polizeidienstvorschrift so abzuändern, dass Hinweisen auf eine besondere Gefahrenlage konsequent nachgegangen werden muss.
Neben der Fehleinschätzung der Gefahrenlage kritisierten die Angehörigen außerdem die Koordination des Ermittlungsverfahrens zwischen der Polizei Bayern, wo die Vermisstenanzeige durch den Vater aufgegeben wurde, und der Polizei Sachsen, die aufgrund des Erstwohnsitzes Sophias in Leipzig zuständig gewesen wäre. Die Behörden brauchten vier volle Tage, um zu klären, wer in diesem Fall eigentlich zuständig war. Wenige Tage vor Prozessbeginn äußerte Innenminister Joachim Herrmann, es würden „organisatorische Maßnahmen veranlasst, um die Festlegung der Zuständigkeit in derartigen Fällen zukünftig zu beschleunigen.“

## Politische Dimensionen des Kriminalfalls

### Betrachtung des Falls als Femizid
Von Anfang an wehrten sich Angehörige Sophia Lösches gegen eine rassistische Vereinnahmung des Falles und gegen Victim blaming. Sie stellten immer wieder klar, dass es sich beim Mord an Sophia Lösche um einen Femizid handelt, also einen Mord an einer Frau aufgrund ihres Geschlechts. Zu Prozessbeginn und -ende veranstalteten Angehörige und Verwandte Gedenkveranstaltungen vor dem Landgericht Bayreuth, in denen sie darauf hinwiesen, dass der Mord in ein System struktureller Gewalt gegen Frauen einzuordnen sei. Im Oktober 2019 gründeten Angehörige in Gedenken an Sophia Lösche den gemeinnützigen Verein „Phia e. V.“, der sich aus Spenden finanziert und neben Öffentlichkeits- und Projektarbeit zum Thema „Gewalt gegen Frauen“ auch interkulturelle Projektarbeit fördert.

### Instrumentalisierung durch Rechtsextremisten
Seit dem Bekanntwerden der Herkunft des Täters wurde der Fall immer wieder von Rechtsextremisten und Neonazis instrumentalisiert. So erhielten Angehörige bereits kurz nach den ersten Zeitungsmeldungen Hassnachrichten bis hin zu Morddrohungen, in denen ihnen vorgeworfen wurde, durch ihr Eintreten gegen Ausländerfeindlichkeit und Fremdenhass für den Tod Sophia Lösches mit verantwortlich zu sein. Daraufhin veröffentlichten Angehörige und Familie noch während der Suche nach Lösche ein Statement, in dem sie eine rassistische Vereinnahmung der Tat zurückwiesen und die Verantwortung der Schuld am Mord bei Sophia selbst als Victim blaming (Mitschuld des Opfers an der Tat) ablehnten.
Bei einem sogenannten Trauermarsch im Rahmen der rassistischen Ausschreitungen in Chemnitz im August und September 2018 trugen Rechtsextremisten überlebensgroße Bilder von vermeintlichen „Opfern“ der deutschen Einwanderungspolitik, darunter auch von Sophia Lösche. Angehörige wandten sich daraufhin zunächst mit einer Erklärung an die Öffentlichkeit, um klarzustellen, dass sich Sophia zeitlebens für „Liebe, Mitgefühl und Menschlichkeit völlig unabhängig vom Kulturkreis, dem Land oder der sozialen Schicht aus der jemand stammt“ und „gegen Ausgrenzung, Rassismus und Menschenfeindlichkeit“ eingesetzt habe. Weiterhin stellten sie klar, dass ihrer Ansicht nach patriarchale Strukturen für den Tod verantwortlich zu machen seien. „Sophia ist kein Opfer von irgendeiner Einwanderungspolitik – nicht nur, weil der Tatverdächtige gar kein in Deutschland lebender Immigrant war. Sophia ist ein Opfer von Gewalt gegen Frauen.“
Um gegen die Verwendung von Sophias Bild durch Rechtsextremisten und Faschisten vorzugehen, erstattete die Familie darüber hinaus Anzeige bei der Staatsanwaltschaft Chemnitz gegen Björn Höcke und Lutz Bachmann. Im Zuge der Ermittlungen wegen Vergehens gegen das Urheberrecht durch die Staatsanwaltschaft Chemnitz hob der Thüringer Landtag Höckes Immunität auf, der in der ersten Reihe des Trauermarsches lief und ein Bild auf seiner Facebookseite veröffentlichte, auf dem auch das Foto von Sophia Lösche zu erkennen war. Im weiteren Verlauf stellte die Staatsanwaltschaft Chemnitz jedoch das Ermittlungsverfahren ein, weil er weder Anmelder noch Versammlungsleiter der Demo gewesen sei. Es gebe keine Hinweise für seine Beteiligung an der Organisation des Aufzuges, der Herstellung und Verwendung der Bilder und dem Einsatz der Bildträger.